# Аранго, Альфредо
Альфредо Аранго Нарваэс (исп. Alfredo•Arango Narváez; 16 февраля 1945 — 20 декабря 2005) — колумбийский футболист. Он играл за сборную Колумбии на летних Олимпийских играх 1968.

## Карьера
Апанго родился в Санта-Марте и всю карьеру играл в Колумбии. Полузащитник провёл большую часть своей игровой карьеры с «Унион Магдалена». Он выиграл чемпионский титул с «Унион» в 1968 году и является лучшим бомбардиром в истории клуба со 104 голами. Он также выигрывал чемпионский титул с «Мильонариос» (1972) и «Атлетико Хуниор» (1977).
Аранго представлял Колумбию на летних Олимпийских играх 1968 года в Мехико.

## Смерть
20 декабря 2005 года Аранго умер в своём родном городе, Санта-Марта.